# Lara Croft: Tomb Raider
Lara Croft: Tomb Raider – film przygodowy z 2001, będący koprodukcją japońsko-niemiecko-brytyjsko-amerykańską w reżyserii Simona Westa, zrealizowany na podstawie serii gier komputerowych Tomb Raider.
Bohaterką filmu jest Lara Croft (Angelina Jolie), archeolożka i córka poszukiwacza przygód Richarda Crofta (Jon Voight), która w dniu ustawienia się trzech planet w jednej linii odnajduje starożytny zegar, będąc kluczem do odnalezienia Trójkąta Światła zapewniającego władzę nad czasoprzestrzenią. Skarb pragnie przejąć pradawna sekta Iluminatów na czele z Manfredem Powellem (Iain Glen).
Film po premierze został chłodno przyjęty przez krytyków, którzy zwracali uwagę na nudną i płytką fabułę. Pomimo krytycznego odbioru produkcja zapewniła twórcom blisko 275 mln dolarów przychodu.

## Fabuła
Lara Croft jest zamożną archeolożką i córką poszukiwacza przygód, lorda Richarda Crofta, który zaginął podczas jednej ze swoich podróży. W czasie koniunkcji planet Lara odkrywa starożytny zegar, który został przywieziony przez Richarda Crofta z jednej z ekspozycji. Talizman jest kluczem do odnalezienia talizmanu gwarantującego władzę nad czasoprzestrzenią. Zegar został wykonany z krystalicznego metalu Trójkąt Światła, który powoduje zatrzymanie się czasu oraz powrót przodków do życia, co możliwe jest raz na 5000 lat, w dniu ustawienia się trzech planet w jednej linii i zaćmienia. Z listu pozostawionego przez ojca Lara dowiaduje się, że poprzednim razem Trójkąt Światła został użyty przez członków organizacji iluminatów (oświeconych) do pokonania wrogów.
Talizman został rozdzielony na dwie części – jedną umieszczono w Grobowcu Tańczącego Światła w Kambodży, a drugą – w Świątyni Dziesięciu Tysięcy Cieni na Syberii. Lara rusza w podróż w celu zdobycia obu części talizmanu, na co ma 48 godzin, bowiem wtedy dojdzie do kolejnej koniunkcji, kiedy to moc Trójkąta jest największa. Talizman pragnie zdobyć też stowarzyszenie iluminatów z siedzibą w Wenecji, które dowodzone jest przez Dystyngowanego Dżentelmena. Zdobycia artefaktu podejmuje się jeden z najpotężniejszych członków organizacji, Manfred Powell. W trakcie pościgu za Larą nawiązuje współpracę z archeologiem Alexem Westem, byłym wspólnikiem Croft, z którym ta poróżniła się podczas wyprawy do Tybetu, gdzie mężczyzna uprzedził ją w poszukiwaniach młynków modlitewnych. Powellowi stale towarzyszy jego sekretarz, Mr Pimms.
Zatrudnieni przez organizację komandosi kradną Larze zegar. Bohaterka we współpracy z zaprzyjaźnionym informatykiem, skrupulatnym i dokładnym Bryce’em Turingiem pomyślnie przejmuje talizman, dzięki czemu ratuje świat.

## Obsada
Spis sporządzono na podstawie materiału źródłowego:
- Angelina Jolie – Lara Croft
- Rachel Appleton – młoda Lara Croft
- Jon Voight – Lord Richard Croft
- Iain Glen – Manfred Powell
- Noah Taylor – Bryce Turing
- Daniel Craig – Alex West
- Leslie Phillips – Wilson
- Chris Barrie – Hillary, kamerdyner Lary
- Julian Rhind-Tutt – Pimms
- Richard Johnson – Dystyngowany Dżentelmen
- Robert Phillips – Julius

## Produkcja

### Przygotowania
Pomysł na sfilmowanie gry pojawił się po premierze Tomb Raider II z 1997. Do siedziby studia Core Design zaczęły spływać kolejne propozycje zekranizowania przygód Lary Croft. Jak tłumaczył Adrian Smith, dyrektor operacyjny w Core Design, studio chciało uniknąć fiaska, jakie przyniosły ekranizacje innych gier komputerowych, takich jak Super Mario Bros., Mortal Kombat czy Street Fighter, krytycznie przyjętych przez recenzentów. Ostatecznie prawa do realizacji filmu wykupiła w 1997 wytwórnia Paramount Pictures, płacąc studiu niecałe 2 mln dol.. Negocjacje ze studiem prowadzili Lawrence Gordon i Lloyd Levin, którzy podjęli się produkcji filmu, nad czym współpracowali z Colinem Wilsonem.
Producentom przedstawiono kilkanaście scenariuszy, wśród nich znalazły się te napisane pod roboczymi tytułami Tomb Raider: Pięta Achillesa czy Tomb Raider: Przygody Lary Croft. Autorami odrzuconych scenariuszy byli: Brent Friedman, Sara Charno, Steven De Souza oraz Mike Werb, Michael Colleary, Patrick Massett i John Zinman. Początkowo reżyserii filmu podjął się Stephen Herek, jednak na etapie tworzenia scenariusza wycofał się z projektu. Jego miejsce pod koniec 1999 zajął Simon West, który wcześniej dwukrotnie odrzucił propozycję wyreżyserowania filmu. Reżyser, zakończywszy pracę nad filmem The General’s Daugher, wznowił prace nad scenariuszem zaproponowanym przez Massetta i Zinmana, nad czym pracowali też Brandan Braga, Laeta Kalogridis i Paul Attanasio. Końcowy scenariusz współtworzyli też Sara B. Cooper, Mike Werb i Michael Colleary. Ze scenariusza wycięto m.in. podwodną walkę Lary Croft z węgorzami. Na potrzeby filmu stworzono nowych przeciwników i przyjaciół Lary, którzy nie występowali w serii gier Tomb Raider. Wytwórnia Paramount Pictures ściśle współpracowała nad filmem ze studiem Core Design, które zastrzegło w kontakcie, że bohaterka nie może palić papierosów, przeklinać i pokazywać się nago.
Przygotowania do rozpoczęcia zdjęć trwały łącznie 20 tygodni. Budżet filmu wyniósł 115 mln dol.. Za kostiumy odpowiadała Lindy Hemming, która otrzymała propozycję współpracy przy filmie dwa dni po odebraniu Nagrody Amerykańskiej Nagrody Filmowej za najlepsze kostiumy w Topsy-Turvy. W celu ustalenia szczegółów kostiumowych Hemming po raz pierwszy spotkała się z Angeliną Jolie na 10 tygodni przed rozpoczęciem właściwych zdjęć do filmu. Producentom filmu zależało na naniesieniu drobnych zmian w stroju Lary w porównaniu z grą, znaczny wpływ na garderobę postaci miała sama Jolie. Croft oraz pozostałe główne postacie w filmie dysponowały kilkoma różnymi kompletami odzieży w zależności od okoliczności rozgrywanych scen.
Scenografię przygotował Kirk Petruccelli, który przed rozpoczęciem pracy na planie współpracował z producentami Lawrence’em Gordonem i Lloydem Levinem nad filmem Superbohaterowie. Pozostałymi scenografami byli m.in. Les Tomkins, John Fenner, Jim Morahan i David Lee. Początkowo rozważano, by akcja sceny w Grobowcu Tańczącego Światła rozgrywała się na Wielkim Murze Chińskim, w tym celu chciano zbudować fragment muru, jednak ostatecznie zrezygnowano z tego pomysłu na rzecz realizacji sceny w Kambodży. Scenografię do realizacji tej sceny budowano przez 16 tygodni, pracowało przy niej 30 scenografów oraz 300 robotników.

### Obsada

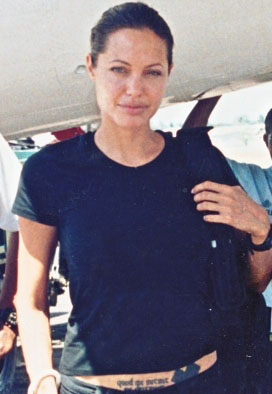
Angelina Jolie, odtwórczyni tytułowej roli w filmie

Reżyser Simon West zapewniał, że jedyną aktorką, którą widziałby w roli Lary Croft, była Angelina Jolie. Wśród aktorek, które producenci rozważali do obsadzenia w głównej roli, znalazły się ponadto m.in. Sandra Bullock, Sporty Spice, Denise Richards, Anna Nicole Smith, Catherine Zeta-Jones, Elizabeth Hurley, Ashley Judd, Jennifer Love Hewitt i Jennifer Lopez. Angelina Jolie początkowo odrzuciła propozycję, ostatecznie podjęła się wcielenia w rolę Lary Croft. Głoszono plotki, jakoby zgodziła się na występ w filmie, by zrobić na złość ówczesnemu mężowi, Jonny’emu Lee Millerowi, który miał nie zwracać na nią uwagi, woląc grać w Tomb Raidera. Sama aktorka zaprzeczyła pogłoskom, potwierdzając jednak nieustanne granie męża w grę. Za rolę w filmie Jolie miała otrzymać gażę w wysokości 7 mln dol.. Na potrzeby realizacji filmu przeszła trzymiesięczne szkolenie, podczas którego wzmacniała kondycję, ćwicząc m.in. boks i gimnastykę, a także uczyła się władać bronią. Ponadto przeszła na dietę wysokobiałkową, nauczyła się mówić z brytyjskim akcentem oraz zdobyła licencję płetwonurka. Po zakończeniu pracy nad filmem uznała rolę Lary Croft za „najtrudniejszą ze wszystkich, które zagrała” ze względu na „niezmienne usposobienie” postaci, odbiegającej od wcześniejszych kreacji aktorskich Jolie.
Sceptycznie do przyjęcia roli Manfreda Powella podchodził również Iain Glen, który zdecydował się na zagranie w filmie dopiero po udziale w zdjęciach próbnych. Daniel Craig entuzjastycznie podszedł do propozycji zagrania Alexa Westa, tłumacząc chęć występu w filmie byciem fanem gry Tomb Raider. Rolę lorda Richarda Crofta odegrał Jon Voight, prywatnie ojciec Angeliny Jolie. Aktor przyjął propozycję zagrania w filmie po namowach reżysera, Simona Westa, a także samej Jolie. Odgrywając postać, inspirował się osobowością własnego ojca, Elmera Voighta, oraz starszego brata, Barry’ego Voighta, zawodowego wulkanologa.
Grający postać Juliusa Robert Philips przed występem w filmie pracował jako kierowca taksówki, a propozycję udziału w przesłuchaniach otrzymał bezpośrednio od reżysera w lipcu 2000 w trakcie jednego z kursów po West Endzie. Debiut filmowy na planie produkcji zaliczył Chris Barrie, odtwórca roli Hillary’ego, kamerdynera i służącego Lary, który dotychczas grał jedynie w serialach.
Po podpisaniu kontaktu na udział w filmie aktorzy otrzymali od wytwórni zwyczajowy prezent w postaci plecaka z przyborami do surwiwalu, racjami żywnościowymi i kilkoma grami z serii Tomb Raider. Pracujący na planie mieszkańcy Kambodży otrzymywali od produkcji 500 dolarów tygodniowo, wśród statystujących znalazło się m.in. 100 mnichów buddyjskich.

### Zdjęcia
Zdjęcia rozpoczęły się 31 lipca 2000. Film kręcono przez kolejne 24 tygodnie. Baza operacyjna ekipy filmowej mieściła się w siedzibie Pinewood Studios w miejscowości Iver Heath w hrabstwie Buckinghamshire. W jednej z hal studia – 007 Stage – nakręcono sceny w Grobowcu Tańczącego Światła i Świątyni Dziesięciu Tysięcy Cieni. Scena w Świątyni była pierwszą, którą zrealizowała ekipa. Film kręcono też na terenie królewskiego parku w Windsorze, a także zamku Elveden Hall niedaleko Thetford, Painted Hall w kompleksie Królewskiej Akademii Marynarki Wojennej w Greenwich, elektrowni Battersea, publicznej szkole średniej dla chłopców Dulwich College oraz w należącym niegdyś do Markiza Salisbury’ego Hatfield House w Hertfordshire.

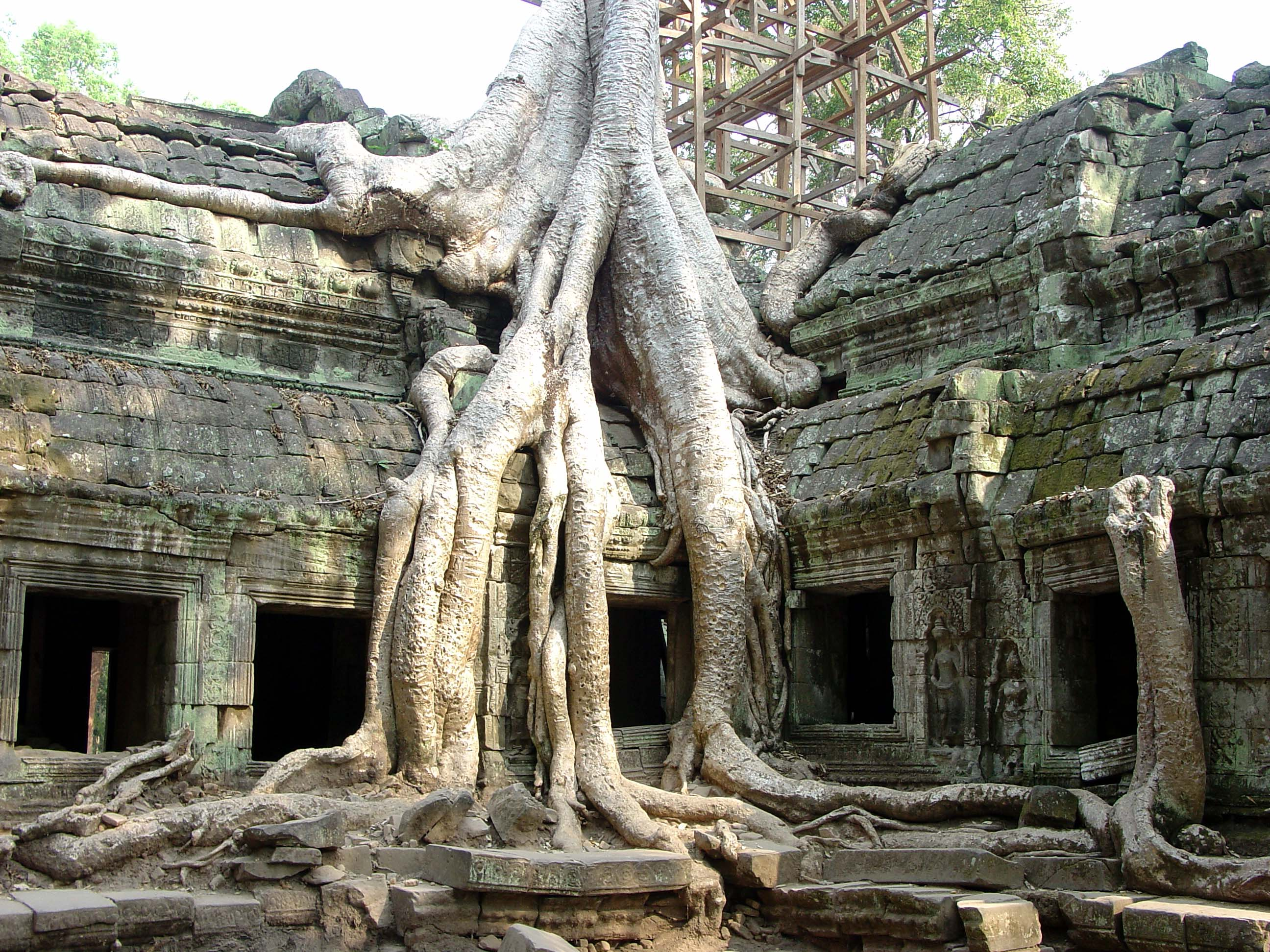
Część zdjęć do filmu zrealizowano w Angkorze (Kambodża)

W listopadzie 2000, po ośmiu miesiącach pracy nad filmem, ekipa rozpoczęła zdjęcia w Kambodży. Film kręcono w parku niedaleko pasma górskiego Phnom Kulen oraz w świątyni Angkor Wat, wcześniej uzyskawszy odpowiednią zgodę na filmowanie wewnątrz budynku od APSARA, organizacji zajmującej się ochroną dziedzictwa narodowego świątyni. Pomysłodawcą nakręcenia paru scen do filmu w Kambodży był jeden ze scenografów, Los Tomkins. Dzień zdjęciowy na kambodżańskim planie filmowym kosztował ekipę 30 tys. dolarów. Część nagrań zrealizowano też na lodowcu niedaleko miasta Höfn na Islandii, gdzie ekipa zamieszkała na czas realizacji zdjęć.
Przy niektórych scenach Angelina Jolie korzystała z usług kaskaderek. Szefem ekipy kaskaderskiej był Simon Crane, który przekazał reżyserowi swoje pomysły na wybrane sceny na trzy miesiące przed rozpoczęciem zdjęć.
Za efekty wizualne w filmie odpowiadał Steve Begg oraz firmy Mill Film i Really Useful. Efekty specjalne w filmie zrealizował Chris Corbould. Zapytany o najtrudniejszą do zrealizowania scenę, wskazał na moment, w którym Lara Croft znajduje się w Grobowcu Tańczącego Światła i doprowadza do wybuchu budynku. Nagrania sceny trwały dwa miesiące.

### Ścieżka dźwiękowa
Muzykę do filmu skomponował Graeme Revell, a kierownikiem muzycznym został Peter Afterman. Ścieżka dźwiękowa została wydana przez wytwórnię Elektra. Singlem promującym film była piosenka U2 „Elevation”, do której zrealizowano teledysk w reżyserii Josepha Kahna. Oprócz tego w ścieżce dźwiękowej do filmu wykorzystano utwory artystów, takich jak Nine Inch Nails, The Chemical Brothers, Outkast, Basement Jaxx czy Missy Elliott.

### Promocja

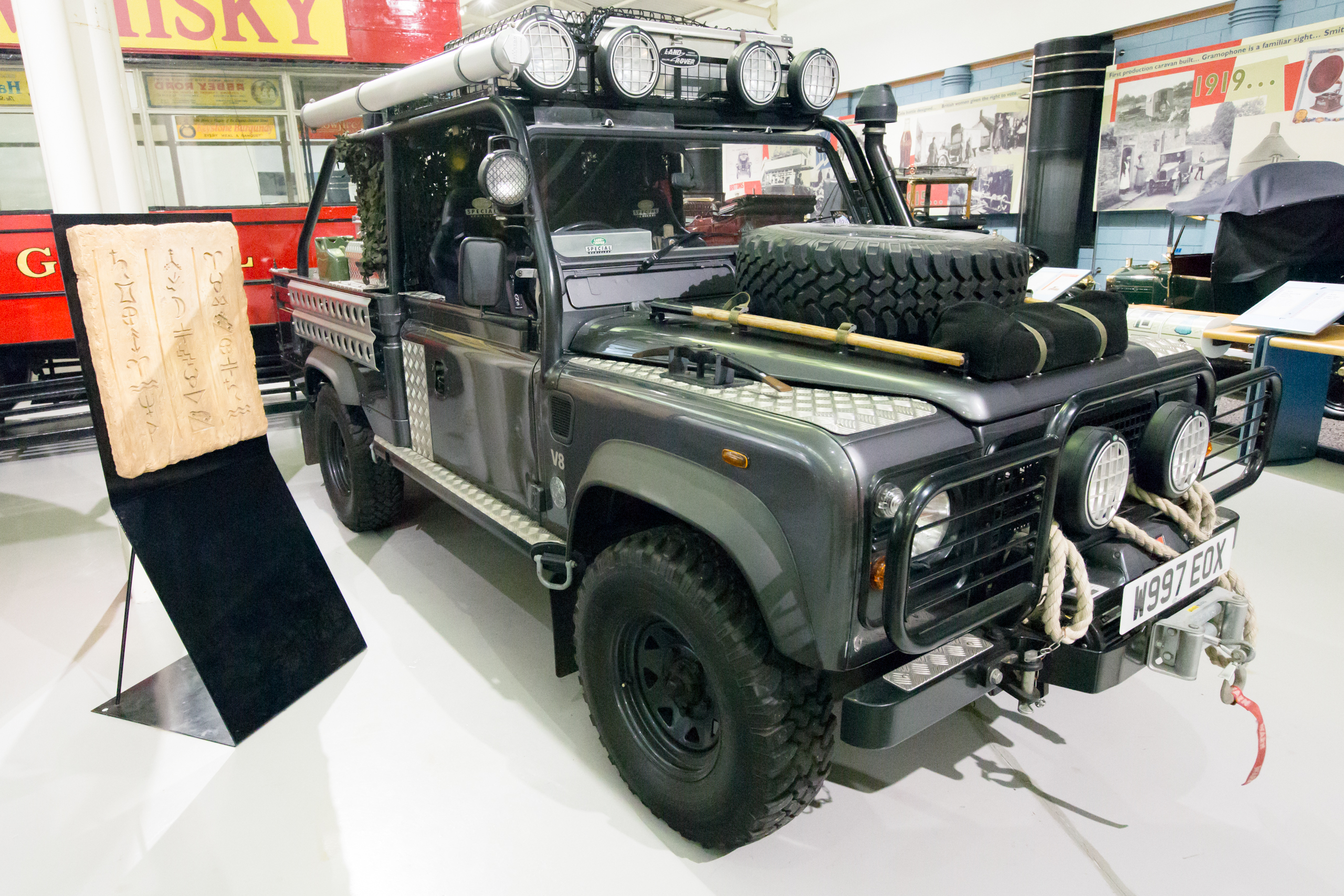
Land Rover Defender, samochód wykorzystany podczas zdjęć do filmu

Promocję filmu promowały marki Taco Bell, Pepsi, Ericsson i Land Rover, które opłaciły akcje sponsoringowe, przeznaczając nań ok. 30–35 mln dolarów. Land Rover udostępnił twórcom ręcznie wyprodukowany samochód Land Rover Defender.
Przed premierą filmu uruchomiono stronę internetową, na której udostępniono zakulisowe materiały z planu filmowego, w tym niepublikowane wcześniej zdjęcia oraz wywiady z obsadą. W dniu premiery filmu w Polsce do sprzedaży trafiła specjalna czteroczęściowa składanka nazwana Lara Pack, która składała się z gier: Tomb Raider: Unfinished Business, Tomb Raider II: Golden Mask, Tomb Raider III: Lost Artifact i Tomb Raider: The Last Revelation.

### Premiera
Światową premierę filmu zaplanowano na 15 czerwca 2001. Wyznaczony termin wymusił na ekipie postprodukcję i opracowanie efektów specjalnych w ciągu pięciu miesięcy.
W maju 2001 pojawiły się plotki o możliwym opóźnieniu premiery filmu z powodu odsunięcia od pracy nad nim montażysty obrazu Simona Westa, który miał nie poradzić sobie z montażem. Decyzja miała zostać podjęta po jednym z zamkniętych pokazów filmu, na którym produkcja zdobyła nieprzychylne recenzje m.in. z powodu montażu. Na miejsce montażysty zostali zatrudnieni dwaj inni pracownicy, którzy dokończyli pracę nad produkcją.
Premiera filmu odbyła się na kilka dni przed planowanym terminem, tj. 11 czerwca 2001. W Polsce film został premierowo pokazany 10 sierpnia 2001.

## Odbiór

### Recenzje
Film został chłodno przyjęty przez krytyków, którzy określali produkcję jako „nudną” i krytykowali m.in. płytką fabułę i scenariusz. Patrycja Bieszk z Onet.pl opisała fabułę jako „pogmatwany amalgamat przygód Indiany Jonesa, RoboCopa i Rambo, w wersji pseudofeministycznej”. Ewelina Nasiadko z serwisu Filmweb uznała film za „sieczkę”, tłumacząc opinię słowami: Zmarnowani aktorzy (o ile akurat mieli szczęście być dobrze dobrani), marne efekty specjalne (przez swój nagminny schematyzm i powielanie niedawno oglądanych na ekranie wątków, nie sprawiające wrażenia „specjalnych”), dialogi, które były napisane chyba wyłącznie w celu „zapchania” dziur w przerwach akcji.
Krytycy docenili występ Angeliny Jolie.

### Sprzedaż
Pomimo słabych recenzji, film w pierwszym tygodniu po premierze zarobił 48,2 mln dolarów, zapewniając produkcji najlepsze otwarcie w historii ekranizacji gier komputerowych. W ciągu trzech tygodni po premierze film zarobił ponad 100 mln dolarów. Do końca roku zapewnił twórcom przychód w wysokości 131 mln dolarów, zajmując 13. miejsce w rankingu filmów, które miały największe wpływy w 2001. Łącznie film zarobił ponad 274 mln dolarów.

### Nagrody i nominacje
| Rok  | Nagroda           | Kategoria                       | Tytułem                 | Rezultat  | Źródło |
| ---- | ----------------- | ------------------------------- | ----------------------- | --------- | ------ |
| 2002 | Saturn 2001       | Najlepszy film science fiction  | Lara Croft: Tomb Raider | Nominacja | [ 64 ] |
| 2002 | Saturn 2001       | Najlepsza aktorka               | Angelina Jolie          | Nominacja | [ 64 ] |
| 2002 | Saturn 2001       | Najlepsze specjalne wydanie DVD | Lara Croft: Tomb Raider | Nominacja |        |
| 2002 | Złota Malina 2001 | Najgorsza aktorka               | Angelina Jolie          | Nominacja | [ 65 ] |

## Kontynuacja
W czerwcu 2001 przedstawiciele wytwórni Paramount Pictures potwierdzili przygotowanie drugiej części filmu. W sierpniu Angelina Jolie potwierdziła trwanie prac nad scenariuszem sequela oraz ponowne odegranie postaci Lary Croft, czego wymagał od niej kontakt podpisany jeszcze przed rozpoczęciem pracy przy pierwszej części produkcji. Film Lara Croft Tomb Raider: Kolebka życia miał premierę w 2003.